# 宇城カ子
宇城 カ子（うしろ かね、1902年（明治35年）2月6日 - 2003年（平成15年）12月8日）は、日本の教育者。東筑紫学園、学校法人東筑紫学園創設者。広島県神石郡（現在の神石高原町）生まれ。

## 経歴
- 1927年（昭和2年） - 京都洛陽高等技芸女学校（現在の洛陽総合高等学校）卒業。専攻は被服学。
- 1936年（昭和11年） - 福岡県八幡市（現在の北九州市）に女子教育のため筑紫洋裁女学院を創設し夫・宇城信五郎と共に同校運営に尽力した。
- 1948年（昭和23年） - 福岡県小倉市（現在の北九州市小倉北区）の現在地に東筑紫学園高等学校を創設し校長に就任。
- 1950年（昭和25年） - 短期大学制度の発足と同時に東筑紫短期大学を設立。
- 1967年（昭和42年） - 藍綬褒章。
- 1980年（昭和55年） - 学長。
- 1982年（昭和57年） - 学校法人東筑紫学園理事長に就き、他に九州栄養福祉大学などを運営する同学園の基礎を築いた。
- 1989年（平成元年） - 勲三等瑞宝章受章。現在同学園は孫の宇城照耀が継いでいる。

## 書籍
- 『被服縫製理論』（1961年）
- 『被服概論』（1962年）
- 『欧米の光と影』（1962年）
- 『日本刺繍―東筑紫短期大学作品集』（1976年）
- 『慈しみの光の中で』（1991年）